# Java Jim in Square Shaped Trouble
Java Jim in Square Shaped Trouble is een videospel voor de Commodore 64. Het spel werd uitgebracht in 1984. Het spel wordt bestuurd met de joystick.